# Brigade d'infanterie des Canaries
La Brigade d'infanterie légère des Canaries est stationnée, comme son nom l'indique, dans l'archipel des îles Canaries, au large des côtes africaines.
Elle est la seule unité dépendant pour emploi du commandement des îles Canaries et a pour mission de faire respecter la souveraineté espagnole sur cette terre aux problèmes d'immigrations récurrents.
Même si ses unités sont dénommées "régiments", il s'agit d'unité de type bataillonnaire (pour les trois unités d'infanterie ainsi que les deux d'artillerie).